# Neuenhaus (Wipperfürth)
Neuenhaus ist eine Hofschaft von Wipperfürth im Oberbergischen Kreis im Regierungsbezirk Köln in Nordrhein-Westfalen (Deutschland).

## Lage und Beschreibung
Die Hofschaft liegt im Osten von Wipperfürth im Tal des Baches Hönnige. Nachbarorte sind Hönnige, Biesenbach, Wasserfuhr, Dievesherweg und Leuchtenbirken. Der Neuenhauser Siefen (Hönnige) entspringt nahe der Ortschaft.
Politisch wird der Ort durch den Direktkandidaten des Wahlbezirks 12.1 (121) Kupferberg im Rat der Stadt Wipperfürth vertreten.

## Geschichte
Circa 1470 wird der Ort erstmals unter der Bezeichnung „Newenhuys“ in einem Güterverzeichnis des Amtes Steinbach genannt. Auf der Karte Topographia Ducatus Montani aus dem Jahre 1715 besteht „Neuenhus“ aus einem Hof. Die Karte Topographische Aufnahme der Rheinlande von 1825 zeigt unter der Ortsbezeichnung „a. neuen Haus“ auf umgrenztem Hofraum zwei getrennt voneinander liegende Gebäudegrundrisse. Ab der Preußischen Uraufnahme von 1840 bis 1844 wird die Hofschaft mit Neuenhaus bezeichnet.
Von 1910 bis 1960 führte die Bahnstrecke Anschlag–Wipperfürth nördlich der Hofschaft vorbei. Diese Bahnlinie zweigte im Bahnhof Wipperfürth von der Wippertalbahn ab und schloss bei Anschlag an die Wuppertalbahn an.

## Busverbindungen
Über die im Nachbarort Hönnige gelegene Bushaltestelle der Linie 338 (VRS/OVAG) ist eine Anbindung an den öffentlichen Personennahverkehr gegeben.

## Wanderwege
Durch die Hofschaft führt ein vom SGV ausgeschilderter Zugangsweg zum Weg Rund um Wipperfürth. Dieser wird in Wasserfuhr erreicht.